# Gerrit Brugmans
Gerrit Brugmans (25 september 1940) is een voormalig Nederlands voetballer, die uitkwam voor Heracles en PEC. Hij speelde als verdediger.

## Carrièrestatistieken
| Seizoen         | Club            | Land            | Competitie       | Competitie | Competitie | Beker | Beker | Internationaal | Internationaal | Overig | Overig | Totaal | Totaal |
| Seizoen         | Club            | Land            | Competitie       | Wed.       | Dlp.       | Wed.  | Dlp.  | Wed.           | Dlp.           | Wed.   | Dlp.   | Wed.   | Dlp.   |
| --------------- | --------------- | --------------- | ---------------- | ---------- | ---------- | ----- | ----- | -------------- | -------------- | ------ | ------ | ------ | ------ |
| 1963/64         | Heracles        | Nederland       | Eredivisie       | –          | –          | –     | –     | –              | –              | –      | –      | –      | –      |
| 1964/65         | Heracles        | Nederland       | Eredivisie       | –          | –          | –     | –     | –              | –              | –      | –      | –      | –      |
| 1965/66         | PEC             | Nederland       | Tweede divisie A | –          | 0          | –     | 0     | –              | –              | –      | –      | 0      | 0      |
| 1966/67         | PEC             | Nederland       | Tweede divisie   | –          | 3          | –     | –     | –              | –              | –      | –      | –      | 3      |
| 1967/68         | PEC             | Nederland       | Tweede divisie   | –          | 0          | –     | 0     | –              | –              | –      | –      | –      | 0      |
| 1968/69         | PEC             | Nederland       | Tweede divisie   | –          | 0          | 1     | 0     | –              | –              | –      | –      | –      | 0      |
| Carrière totaal | Carrière totaal | Carrière totaal | Carrière totaal  | –          | 3          | –     | 0     | –              | 0              | –      | 0      | –      | 3      |